# Ахмадпур Ист
Ахмадпур Ист (урд. احمد پُور شرقیہ) је град у Пакистану у покрајини Панџаб. Према процени из 2006. у граду је живело 119.598 становника.

## Становништво
Према процени, у граду је 2006. живело 119.598 становника.
| 1981.  | 1998.  | 2006.   |
| ------ | ------ | ------- |
| 56.979 | 96.032 | 119.598 |